# ジャズ葬
ジャズ葬（jazz funeral）は、ルイジアナ州ニューオーリンズの伝統であるブラスバンドを伴う葬送である。 

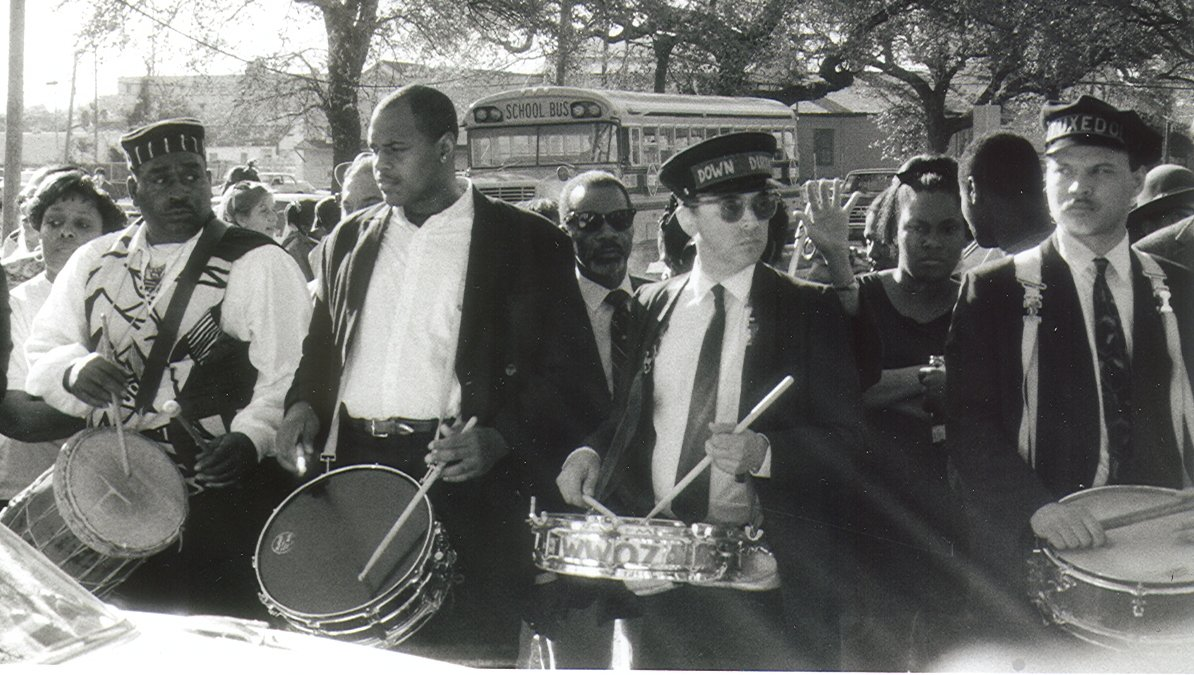
1994年のジャズ・ミュージシャン、ダニー・バーカーの葬式におけるドラマーたち。右端に、ヤング・タキシード・ブラスバンドのルイス・コトレット（ニューオーリンズの革新的なドラムのパイオニアであるルイス・コトレット・シニアの曾孫であり、ニューオーリンズのクラリネット奏者ルイス・コトレット・ジュニアの孫）がいる。右から2番目はダウン&ダーティ・ブラスバンドのルイ・"バイシクル・ルイー"・レダーマン。

## 歴史
「ジャズ葬(The Jazz Funeral)」という言葉は、ニューオーリンズ以外の地域からのオブザーバーによって長い間使用されてきたが、一般的に、ほとんどのニューオーリンズのミュージシャンや伝統の実践者から不適切なものとして軽蔑されていた。好まれた説明は「音楽を伴う葬式 (funeral with music)」であり、ジャズは演奏される音楽の一部だったが、式典の主となるものではなかった。古い伝統的なニューオーリンズ・ジャズより影響を受けたスタイルのファンク、ダーティー・ダズン・ブラス・バンドやソウル・レベルズ・ブラスバンド以降の音楽に精通した若い世代のニューオーリンズのブラスバンド・ミュージシャンたちの間では、20世紀末の15年ほどで、この言葉を使うことへの抵抗が大幅に薄れていった。
この伝統は、ヨーロッパとアフリカの強い文化的影響をブレンドしている。ルイジアナの植民地時代の過去が、葬送することを含む、多くの機会に呼ばれる軍隊式ブラスバンドの伝統をジャズ葬にもたらした。これは、アフリカの精神修養、特にナイジェリアや西アフリカの他の地域におけるヨルバ族と組み合わされた。ジャズ葬はまた、20世紀初頭のプロテスタント教会とカトリック教会、ブラック・ブラスバンド、そして死者を守る霊を喜ばせるために死後を祝うという考えに大きく影響されている。ジャズ葬に影響を与えたもう1つのグループは、マルディグラ・インディアンである。
この伝統は、20世紀の初めに、民族の境界を越えてニューオーリンズの人々の間で広まっていった。第一次世界大戦前の数年間に一般的なブラスバンドの音楽がよりワイルドになるにつれて、一部の白人のニューオーリンズ人は熱い音楽を無礼なものであると見なしており、そのような音楽葬は白人市民の間では珍しいものだった。1960年代以降、徐々に民族的および宗教的な境界を越えて実践され始めるようになった。最も一般的には、そのような音楽葬は、ミュージシャン自身である個人のために行われ、音楽業界、またはさまざまなソーシャル・エイド&プレジャー・クラブ (生活支援組織)のメンバーたち、またはメンバーのためにそのような葬儀を手配することを重要視するカーニバル・クルーたちが関係していた。ジャズ葬の大部分はアフリカ系アメリカ人のミュージシャンに向けたものだが、若くして亡くなった人物にジャズ葬が行われるという新しい傾向がある。
葬儀の主催者は、サービスの一環としてバンドを雇うことを手配する。尊敬されている仲間のミュージシャンやコミュニティの著名なメンバーが亡くなると、故人への尊敬の印として、追加のミュージシャンたちが行列に参加することもある。
典型的なジャズ葬は、家族、友人、ブラスバンドによって、家か葬儀場か教会から墓地までの行進により始まる。行進の間中、バンドは弔歌や賛美歌を演奏する。故人が埋葬された後、または霊柩車が行列を去り、行列のメンバーが最後の別れを告げて「肉体から自由の身となった (cut the body loose)」後、式典の趣が変わる。この後、音楽はより明るいものになり、多くの場合、賛美歌や霊歌がスウィングするように演奏され、人気のあるホットな曲になっていく。見物人が故人の人生を祝うために参加する騒々しい音楽とカタルシス・ダンスがある。音楽を楽しむためだけにバンドについていく人々はセカンド・ラインと呼ばれ、歩きながら、時にはパラソルやハンカチを空中で回転させるダンスのスタイルは、セカンド・ライニングと呼ばれている。
ジャズ葬でよく演奏される典型的な曲のいくつかは、ゆっくりとした哀歌「主よ御許に近づかん」や、「ただあなたに寄り添って歩く (Just a Closer Walk with Thee)」などの霊歌である。後のより明るい曲には、しばしば「聖者の行進」や「Didn't He Ramble」が含まれている。

## 大衆文化におけるジャズ葬
ジェームズ・ボンドの映画『007/死ぬのは奴らだ』（1973年）では、冒頭のシーンにおいて、ジャズ葬の陰でのシークレット・エージェント殺害が描かれた。